# Colchicum wendelboi
Colchicum wendelboi är en tidlöseväxtart som beskrevs av Karin Persson. Colchicum wendelboi ingår i släktet tidlösor, och familjen tidlöseväxter. Inga underarter finns listade i Catalogue of Life.